# 權多咸
權多咸（韓語：권다함，1989年12月30日—），另譯作權多涵、權多函、權多含，是一位韓國男演員。

## 演出作品

### 電視劇
- 2012年：JTBC《Drama Festa-MONSTER》
- 2017年：tvN《機智牢房生活》飾演 公衛醫師(EP8)
- 2020年：tvN《機智醫生生活》飾演 外科實習(EP1)
- 2021年：Netflix《D.P：逃兵追緝令》飾演 鄭亨范
- 2022年：KBS2《依法相愛吧》飾演 鄭文植
- 2023年：Netflix《D.P：逃兵追緝令2》飾演 鄭亨范[2][3]
- 2024年：Netflix《殺人者的難堪》飾演 安勇才[4]
- 未知：《經銷商河科長》[5]

### 電影
- 2012年：短篇《或許我們(어쩌면 우리는)》
- 2016年：短篇《看見了惡魔(악마를 보았다)》飾演 魔鬼
- 2016年：《王牌計中計》
- 2016年：《時間脫離者》飾演 菜鳥刑警

- 2017年：短篇《她們的酒氣(그녀들의 주기)》飾演 賢俊
- 2017年：短篇《這不是件容易的事(쉬운 일 아니에요)》飾演 浩明
- 2017年：短篇《小行星7318(7318한용철)》飾演 賢秀
- 2017年：短篇《哨子(호루라기)》飾演 珉宇
- 2017年：短篇《結婚紀念日(결혼기념일)》飾演 韓澤永
- 2017年：短篇《釣場(낚시터)》
- 2018年：短篇《他(쟤)》
- 2019年：短篇《連擊!(연격!)》
- 2019年：短篇《Aquamarine(아쿠아마린)》
- 2020年：短篇《爸爸回來了(아빠가 돌아왔다)》飾演 賢秀
- 2020年：短篇《Good time(굿타임)》飾演 亨道
- 2020年：短篇《同學會(동창회)》飾演 政元
- 2020年：短篇《朋友過世後(친구가 죽고 나서)》
- 2020年：短篇《工作證(사원증)》
- 2021年：短篇《日食(일식)》
- 2021年：短篇《Undo》飾演 政元
- 2021年：短篇《200度到24分鐘(200도에서 24분)》
- 2021年：短篇《Lovers On Stairs》
- 2021年：短篇《入殮(입관)》飾演 喪主
- 2021年：短篇《Kill this love(킬 디스 러브)》
- 2022年：短篇《冬季相見(겨울에 만나)》
- 2022年：《那年冬天，我》飾演 景學[6][7]
- 2023年：《下一个素熙》飾演 負責官員
- 2023年：《首爾之春》飾演 中尉
- 2023年：短篇《X詛咒(X의 저주)》

## 獎項
- 2021年：第26屆釜山國際影展—年度最佳演員獎[8]
- 2023年：第24屆釜山電影評論家協會獎—最佳新人男演員獎[9]

## 外部連結
- 權多咸的Instagram帳戶
- 權多咸在NAVER上的资料